# Айзерман, Стив
Сти́вен Гре́гори (Стив) А́йзерман (англ. Stephen Gregory "Steve" Yzerman; род. 9 мая 1965, Кранбрук, Британская Колумбия) — канадский хоккеист, нападающий. В Национальной хоккейной лиге играл с 1983 по 2006 год. Все сезоны выступал только в одном клубе — «Детройт Ред Уингз». Олимпийский чемпион 2002 года в составе сборной Канады.
С «Детройтом» Айзерман трижды выигрывал Кубок Стэнли (1997, 1998, 2002). В 21 год, перед сезоном 1986/1987, его выбрали капитаном команды, которым он оставался до конца своей карьеры. Айзерману принадлежит рекорд по самому длительному пребыванию на посту капитана команды НХЛ.
За время своей карьеры Айзерман выигрывал несколько призов НХЛ, включая «Лестер Пирсон Эворд» в 1989 году, «Конн Смайт Трофи» в 1998 году как самому ценному игроку плей-офф, «Фрэнк Дж. Селки Трофи» в 2000 году как лучшему форварду оборонительного плана и «Билл Мастертон Трофи» в 2003 году. Также 9 раз участвовал в матче всех звёзд НХЛ.
3 июля 2006 года Айзерман объявил об уходе из спорта, завершив карьеру на шестой позиции в списке лучших бомбардиров НХЛ за всю историю. 25 сентября того же года его назначали вице-президентом команды «Детройт Ред Уингз». С 2010 по 2018 годы работал на должности генерального менеджера клуба «Тампа-Бэй Лайтнинг». В 2015 году был признан лучшим генеральным менеджером сезона. Также дважды был генеральным менеджером сборной Канады на Олимпийских играх в 2010 и 2014 годах. 19 апреля 2019 года назначен генеральным менеджером «Детройт Ред Уингз».

## Биография
Родился 9 мая 1965 года в Кранбруке, Британская Колумбия. Когда Стиву было 10 лет, его семья переехала из Кранбрука в Непин, где он начал серьёзно заниматься хоккеем, хотя играл и в американский футбол и в бейсбол, а летом и в роликовый хоккей. В местном клубе «Непин Райдерс», выступавшем в юниорской лиге, он играл под 14-м номером. В сезоне 1980/1981 гг. Айзерман сумел забросить 38 шайб и сделать 54 результативные передачи в пятидесяти матчах, что являлось лучшим показателем в лиге. На следующий сезон, в шестнадцатилетнем возрасте, Стив перешёл в команду хоккейной лиги Онтарио «Питерборо Питс» и набрал 64 очка. В сезоне 1982/83 гг. он улучшил свой результат, забив 42 гола и отдав 49 результативных передач. Вскоре, в летнем хоккейном лагере Айзерман взял себе номер 19, в честь нападающего «Нью-Йорк Айлендерс» Брайана Тротье, игра которого ему очень нравилась.

### Карьера в НХЛ

#### Драфт
На драфте 8 июня 1983 года Айзерман был выбран в первом раунде под 4-м номером командой «Детройт Ред Уингз», пропустив вперёд Брайана Лоутона, Сильвена Туржона и Пэта Лафонтена. Ему сразу же вручили подарок — информационный сборник по истории команды с именами легенд клуба — Горди Хоу, Теда Линдсея, Алекса Дельвеккьо, Терри Савчука.

#### 1980-е годы
5 октября 1983 года, в 18 лет, Айзерман дебютировал в Национальной хоккейной лиге. В этом же матче, закончившемся со счётом 6:6, он забил свой первый гол в профессиональной карьере — в ворота Дага Соэтерта, защищавшего цвета «Виннипег Джетс». Этот голкипер также знаменит тем, что 23 февраля 1985 года его заменил в воротах «Монреаль Канадиенс» Патрик Руа, впервые вступивший на лёд в матче НХЛ. Придя в лигу, Айзерман сразу зарекомендовал себя нападающим ярко выраженного атакующего плана.
В первом же сезоне 1983/1984 Айзерман установил клубный рекорд по голам (39) и очкам (87) для новичков. В середине сезона он попал на матч всех звёзд НХЛ, что сделало его самым молодым игроком в истории, вошедшим в сборную всех звёзд. Некоторые спортивные издания называли его новичком года, но в голосовании на «Колдер Трофи» он незначительно уступил Тому Баррассо и был включён в состав Сборной Всех Звёзд новичков сезона. Благодаря своему новичку «Детройт» впервые за шесть лет сумел прервать свою неудачную серию и вышел в плей-офф. В четырёх матчах игр «на вылет» Айзерман забил 3 гола и сделал столько же результативных передач.
В сезоне 1984/1985 Айзерман поделил второе место в списке бомбардиров (89 очков), став с 59 передачами лучшим диспетчером в команде. «Детройт» опять попал в плей-офф, где Стив забил два гола в трёх играх, но дальше первого раунда команда пробиться не смогла. В следующем сезоне Стив сыграл только 51 матч и набрал 42 очка из-за того, что получил перелом ключицы и выбыл до конца сезона. Без своего лучшего бомбардира «Ред Уингз» остались за чертой плей-офф.

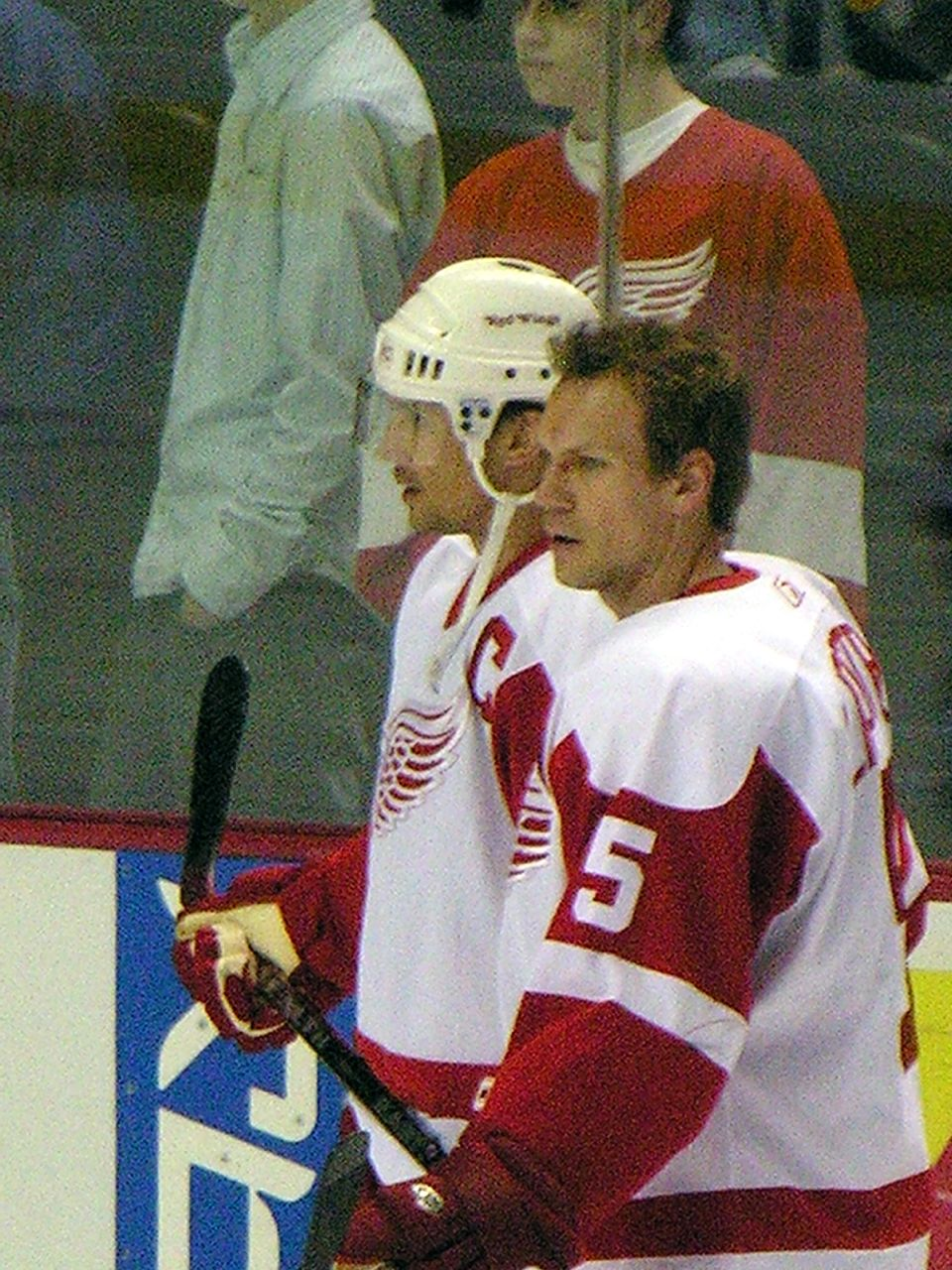
Айзерман (слева) и Никлас Лидстрём

Впервые Айзерман надел свитер с буквой «C» в сезон 1986/1987 в возрасте 21 года, став самым молодым капитаном в истории команды. Он продолжал лидировать в «Детройте» по очкам и передачам, а «Красные Крылья» завоевали второе место в своём дивизионе, улучшив прошлогодний показатель на 38 очков и одержав в два раза больше побед. В матчах плей-офф набрал в 16 матчах 18 очков, а его команда добралась до финала конференции Кемпбелла, где проиграла будущему победителю Кубка Стэнли «Эдмонтон Ойлерз».
Сыграв всего 64 игры в сезоне 1987/1988, Стив стал лидером в «Детройте» по всем показателям (50 шайб, 52 передачи, 102 очка и +30). Его второй раз пригласили матч всех звёзд. А «Детройт» одержал победу в своём дивизионе, набрав 93 очка. Травма правого колена не позволила Айзерману закончить сезон. Он смог вернуться к финалу конференции, где набрал четыре очка в трёх матчах.
В своём шестом сезоне Айзерман установил три рекорда клуба: по голам — 65, передачам — 90 и очкам — 155, которые держатся до сих пор. По итогам сезона хоккеист получил «Лестер Пирсон Эворд», а также занял второе место в «бомбардирских» номинациях — «Харт Трофи» и «Арт Росс Трофи». «Детройт» во второй раз подряд выиграл свой дивизион. В плей-офф Стив забил 5 голов и набрал 10 очков в шести играх.
К концу сезона 1989/1990 Айзерман был лидером в «Крыльях» сразу по семи категориям: голам (62), передачам (65), очкам (127), голам в большинстве (16), в меньшинстве (7), победным голам (8) и броскам по воротам (332). В середине сезона последовало очередное приглашение на матч всех звёзд. Несмотря на личные заслуги игрока, «Детройт» впервые за 4 года не попал в плей-офф.

#### 1990-e
В начале 90-х «Ред Уингз», в составе которых уже находилось несколько «играющих» хоккеистов, таких, как россиянин Сергей Фёдоров, несколько раз выигрывали регулярный чемпионат, но первой победы в Кубке Стенли команда добилась только в 1997 году. Это был первый за 42 года выигрыш «Детройта».
До этого успеха Айзерман в 1990-х годах ещё четыре раза принимал участие в матче всех звёзд НХЛ. 23 февраля 1993 года, в матче против «Баффало Сейбрз», он набрал своё 1000-е очко, став 37-м игроком в истории НХЛ, перешедшим этот рубеж в регулярных чемпионатах. Это случилось в его 737-м по счёту матче. Ранее из игроков «Детройта» такое удавалось только Горди Хоу и Алексу Дельвеккьо.
В сезоне 1993/1994 Стив пропустил 26 игр из-за проблем с позвоночником, но сумел забить 24 гола и набрать 82 очка. После своего возвращения он набирал очки в 11 играх подряд (27 декабря — 19 января). После окончания сезона он перенёс операцию на спине. В укороченном сезоне 1994/1995 Айзерман набрал 38 очков в 47 играх и привёл «Детройт» к «Президентскому кубку». В плей-офф «Детройт» вышел в финал Кубка Стэнли, где они проиграли «Нью-Джерси Девилз». Стив набрал 12 очков в 15 играх.
В 1995/1996 Айзерман второй год выиграл с командой «Президентский кубок». А «Детройт», выиграв в 62 матчах, установил рекорд лиги по победам. Айзерман лидировал в команде по голам в большинстве (16) и был номинирован на «Селке Трофи». 17 января он забил свой 500-й гол в карьере, став 22-м игроком в истории лиги, кому покорилась эта отметка. Ворота «Колорадо Эвеланш» тогда защищал Патрик Руа. В плей-офф «Детройт» вышел в финал западной конференции, благодаря победному голу Айзермана во втором овертайме седьмой игры полуфинальной серии против «Сент-Луис Блюз». В финале конференции «Детройт» потерпел поражение от «Колорадо», ведомым Джо Сакиком, Патриком Руа и Петером Форсбергом. В 18 играх Айзерман набрал 20 очков.
Скотти Боумэн, главный тренер «Детройта», перед сезоном 1996/97 решил изменить схему игры и потребовал от своих игроков большей универсализации. В основном, это касалось форвардов, которые должны были больше отрабатывать в обороне. Среди них был и Стив Айзерман. Его результативность пошла на спад, зато он регулярно выходил в меньшинстве, хорошо выполняя защитные функции. Наградой за упорство стал Кубок Стэнли. 7 июня 1997 года «Детройт» со счётом 2:1 выиграл четвёртый матч финала плей-офф у «Филадельфии».
В следующем году, как и в прошлом, «Детройт» остался на втором месте в дивизионе, но вновь выиграл Кубок Стэнли. Айзерман отдав 18 передач и набрав в итоге 24 очка был признан самым ценным игроком плей-офф и получил «Конн Смайт Трофи». В сезоне 1998/1999 набрал больше всех очков в команде (74), а также занял первое место в команде по забитым шайбам в большинстве (13). Несмотря на приглашение, матч всех звёзд в этом сезоне ему пришлось пропустить из-за травмы.
В конце десятилетия Айзерман оставался лидером команды по очкам (79) и голам в большинстве (15). Он был избран в первую команду всех звёзд по итогам сезона, а также участвовал в своём девятом звёздном уикенде. 20 ноября 1999 года набрал своё 1500 очко, 24-го играл в своей 1200-й игре в НХЛ, а 26-го забил 600-й гол за карьеру. По итогам сезона его признали лучшим форвардом оборонительного плана.

#### 2000-e

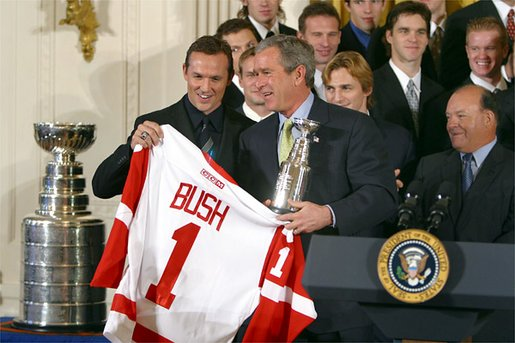
Стив Айзерман вручает президенту США Джорджу Бушу свитер команды на церемонии чествования «Детройта» после завоевания Кубка Стэнли 2002

В сезоне 2000-01, отыграв всего 54 игры, Айзерман забил 18 голов и набрал 52 очка. 26 января он переместился на шестое место в списке бомбардиров всех времён. 23 февраля набрал 1600 очков за карьеру. В первой же игре плей-офф Айзерман получил травму.
Следующий сезон Айзерман опять не смог отыграть полностью из-за проблем с правым коленом. Однако в 52 играх он отдал 35 результативных передач и набрал 48 очков. 20 января в матче против «Оттавы» он отдал свою 1000 передачу. Пропустив концовку сезона, вернулся к началу игр плей-офф и стал одним из центральных игроков в «Детройте», отдав 17 передач и набрав 23 очка. Айзерман в третий раз в своей карьере выиграл Кубок Стэнли. Это был последний сезон под руководством Скотти Боумэна.
Последние три сезона травмы преследовали Айзермана всё больше. В сезоне 2002/2003 он отыграл всего 16 игр, набрав в них 8 очков. В 2003/2004 гг. Айзерман набрал 51 балл в 75 проведённых матчах. В последнем своём сезоне Стив был не результативен, отдав 20 голевых передач и забив 14 шайб.
В июле 2006 года Айзерман официально объявил о завершении своей профессиональной карьеры.

### После завершения игровой карьеры
В сентябре 2006 года был назначен вице-президентом по хоккейным операциям клуба «Детройт Ред Уингз», с которым выиграл Кубок Стэнли в сезоне 2007/2008. С мая 2010 года являлся генеральным менеджером клуба «Тампа-Бэй Лайтнинг». Покинул пост генерального менеджера 11 сентября 2018 года после восьми лет работы в этой должности, оставшись в команде на должности советника. 19 апреля 2019 года назначен генеральным менеджером и исполнительным вице-президентом «Детройт Ред Уингз».
На Олимпийских играх 2010 года был генеральным менеджером сборной Канады по хоккею. Также был генеральным менеджером канадской сборной на победных Олимпийских играх 2014 года в Сочи.

### В сборной
Играя за сборную Канады, Айзерман в 1983 году завоевал бронзовые медали на чемпионате мира среди юниоров. В 1985 и 1989 годах (уже на взрослых чемпионатах) — серебро. На чемпионате мира 1990 года Стив был признан лучшим нападающим турнира: в 10 матчах он набрал 20 очков (10+10).
В августе 1984 года он выиграл золото на Кубке Канады, а в 1996 году получил серебро. На зимних Олимпийских играх 1998 года в Нагано набрал два очка. А через четыре года, вместе со сборной Канады, одержал победу на Олимпийских играх в Солт-Лейк Сити.
Выступал за Канаду на турнирах:
- Чемпионат мира среди юниоров 1983 (бронза)
- Чемпионат мира 1985 (серебро)
- Чемпионат мира 1989 (серебро)
- Чемпионат мира 1990
- Кубок Канады 1984 (чемпионы)
- Кубок мира 1996 (серебро)
- Олимпийские игры 1998
- Олимпийские игры 2002 (золото)

В прощальном матче Игоря Ларионова отыграл целый период в составе сборной России.

### Вне льда
Родители — Рон и Джин. Стив Айзерман был третьим ребёнком в семье. У него 4 брата — Майкл, Гэри, Крис и одна сестра — Рони-Джин. Айзерман женат на Лизе Бреннан, от которой у него трое детей — Изабелла, Мария и София. Любимым городом мира Стив называет Париж. Проживает в Бирмингеме, штат Мичиган.
В свободное время любит поиграть в гольф, любимый телевизионный сериал — Клан Сопрано. Музыкальная группа — U2.
2 ноября 1996 года «Nepean Sportsplex’s hockey rink» — арена, где начинал играть Айзерман — была переименована в «The Steve Yzerman Hockey Arena».

## Достижения
- Самое долгое пребывание на посту капитана команды НХЛ (по играм и по сезонам)
- Седьмое место в истории НХЛ по очкам в регулярных чемпионатах — 1755
- Десятое место в истории НХЛ по голам в регулярных чемпионатах — 692
- Третье место в истории НХЛ по голам в меньшинстве в регулярных чемпионатах — 50

## Награды

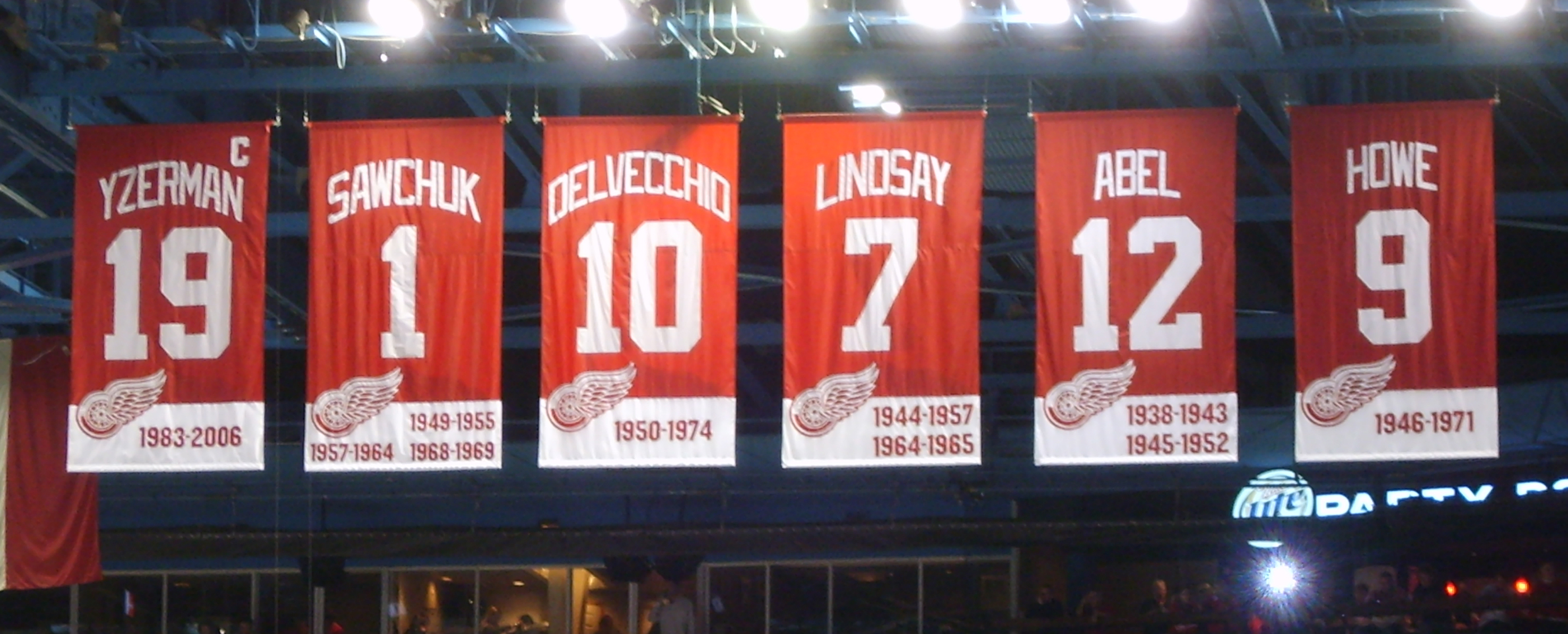
Свитер с № 19, под которым играл Айзерман, вывешен на «Джо Луис Арене»

### Командные титулы
- Олимпийский чемпион: 2002
- Обладатель Кубка Канады: 1984
- 4× Обладатель Кубка Стэнли: 1997, 1998, 2002, 2008 (как менеджер)
- 2× Серебряный призёр Чемпионата мира: 1985, 1989
- Серебряный призёр Кубка мира: 1996

### Индивидуальные награды
- Член Зала хоккейной славы с 2009
- Член Зала славы ИИХФ с 2014
- «Лестер Пирсон Авард»: 1989
- «Конн Смайт Трофи»: 1998
- «Фрэнк Дж. Селки Трофи»: 2000
- «Билл Мастертон Трофи»: 2003
- «Приз Лестера Патрика»: 2006
- Лучший нападающий и лучший бомбардир Чемпионата мира 1990
- 9× Участник Матча всех звёзд НХЛ: 1984, 1988, 1989, 1990, 1991, 1992, 1993, 1997, 2000
- Член Первой символической сборной всех звёзд НХЛ: 2000

## Статистика
| Легенда | Легенда                    | Легенда | Легенда                   | Легенда | Легенда    |
| ------- | -------------------------- | ------- | ------------------------- | ------- | ---------- |
| И       | Количество проведённых игр | Штр     | Штрафное время            | +/−     | Плюс-минус |
| Г       | Голы                       | П       | Голевые передачи          | О       | Очки       |
| -       | Статистика неизвестна      | —       | Статистика не учитывалась |         |            |